# Anna Maria Niemeyer
Anna Maria Niemeyer (Rio de Janeiro, 1930- ibídem, 6 de juny de 2012) va ser una arquitecta, dissenyadora i galerista brasilera. Filla única del conegut arquitecte Oscar Niemeyer i Annita Baldo, va treballar amb el seu pare en la construcció de Brasília, sent responsable del disseny interior de molts edificis públics de la ciutat. En els anys setanta, va crear una línia de mobles, exposada en diverses institucions a Brasil i a l'estranger. El 1977, va fundar l'Anna Maria Niemeyer Gallery, un espai tradicional enfront de la difusió i venda d'art contemporani, a Rio de Janeiro.
Inicialment es va dedicar a principis de disseny d'interiors, col·laborant en projectes del seu pare. En els anys seixanta, va ser funcionària de Novacap (Companyia Urbanitzadora de la Nova Capital), projectant el disseny de l'ambient interior dels edificis públics de Brasília, com la seu del Congrés Nacional, la seu de la Cort Suprema de Justícia, el Palau Presidencial i el Palacio Alvorada. Va residir a la capital federal entre 1960 i 1973.
En els anys setanta, de nou en col·laboració amb el seu pare, va dissenyar una línia de mobles, tots dos produïts a Brasil i Itàlia. L'associació va donar exposicions en diversos museus brasilers i exposicions en institucions internacionals, com el Centre Georges Pompidou, el Saló de París, el Saló Internacional del Moble de Milà, el Chiostro Gran de Florència, Saló del Moble de Pàdua, la Fira Internacional de Colònia i les Nacions Unides a Nova York.
A Rio de Janeiro, va fundar la Galeria Anna Maria Niemeyer, inaugurada el 13 d'octubre de 1977, en un primer moment en Leblon, traslladant-ho posteriorment a Topsail. En la gerència de la galeria, va gestionar, va coordinar i va organitzar més de 300 exposicions individuals i col·lectives. La galeria ara ocupa dos espais en Gávea, en la Plaza Santos Dumont i Sant Vicent Marquès Calle, i és responsable del manteniment d'esdeveniments artístics, llançaments i representació comercial de diversos artistes com VíctorArruda i Chico Cunha. Anna Maria Niemeyer també va coordinar en els anys noranta, el projecte de decoració Museu d'Art Contemporani de Niterói.
Va morir en 2012, víctima d'un emfisema, deixant quatre fills. Està enterrada en el Cementiri de San Juan Baptista.